# Ulosa rhoda
Ulosa rhoda är en svampdjursart som beskrevs av de Laubenfels 1957. Ulosa rhoda ingår i släktet Ulosa och familjen Esperiopsidae.
Artens utbredningsområde är havet kring Hawaii. Inga underarter finns listade i Catalogue of Life.